# The brownies
the brownies(ザ・ブラウニーズ) は、日本のオルタナティヴ・ロックバンド。略称は「ウニ」。
2015年2月に結成。2015年7月に自主レーベルyurikagoより『透明に光る青』でインディーズデビュー。

## メンバー

### 現メンバー
- 飯野大介（いいの だいすけ）
  - 1994年生まれ　兵庫県出身。
  - ギター/ボーカルを担当。the browniesの楽曲の全曲を作詞作曲している。
  - ギターはフェンダー・ジャズマスターを愛用。
  - ミュージックビデオ、歌詞カード、CDジャケットなど、the browniesに関する全てのアートディレクションを担当している。
  - レコーディングやミキシングなど、楽曲のエンジニアも担当している。
  - 影響を受けたアーティストはレディオヘッド、THE NOVEMBERS、the cabs、相対性理論、indigo la Endなど。
- 加瀬ロメオ（かせ ろめお）
  - 1996年生まれ　大阪府出身。
  - ギターを担当。
  - ギターは自身で魔改造したフェンダー・ストラトキャスターを愛用。
  - Twitterにて「顔が格好良い」という理由でボーカルの飯野からスカウトされる。
  - Faded old cityのベースも担当している。
- オカムラソウタ（おかむら そうた）
  - 1997年生まれ　大阪府出身。
  - ベースを担当。
  - 影響を受けたアーティストはindigo la End。

### 旧メンバー
- カナイ現象（かない げんしょう）
  - 1994年生まれ　岡山県出身。
  - ベースを担当。
  - 2016年9月脱退。

- ピヨ田中（ぴよ たなか）

- - ドラムを担当。
  - 影響を受けたアーティストはSUPERCAR。

## 来歴
- 2011年10月、神戸のライブイベントにてそれぞれ別バンドを組んでいた飯野大介とピヨ田中が出会う。
- 2014年2月、前身バンドを結成。
- 2015年2月、前身バンドを解散。the browniesとしての活動が始まる。
  - 3月、サポートとしてカナイ現象、加瀬ロメオを迎える。
  - 5月、カナイ現象と加瀬ロメオが正式加入。
  - 7月、自主レーベルyurikagoより1st EP『透明に光る青』をリリース。収録曲である「サナトリウムのすべて」のミュージックビデオを飯野が監督し、YouTubeに公開。
  - 11月、2nd EP『優しい皮膜』をリリース
- 2016年2月、2nd EP 『優しい皮膜』収録曲である「holga」のミュージックビデオをYouTubeに公開。前回と同様に飯野が監督を務めた。
  - 9月、初期メンバーであるカナイ現象が脱退。同時に以前からサポートを務めていたオカムラソウタが正規メンバーとして加入。

## 作品

### EP
|     | 発売日         | タイトル     | 収録曲                                                                        |
| --- | -------------- | ------------ | ----------------------------------------------------------------------------- |
| 1st | 2015年7月15日  | 透明に光る青 | 1. ceremony 2. ノーマル過ぎて 3. サナトリウムのすべて 4. 透明に光る青 5. holy |
| 2nd | 2015年11月27日 | 優しい皮膜   | 1. ゆれる 2. lil 3. 葡萄ジュース 4. holga 5. 優しい皮膜                       |
| 3rd | 2016年12月1日  | 君に花束を   | 1. 造花の蜜に溶けて 2. 生活 3. 君に花束を                                     |

## ミュージックビデオ
| 監督         | 曲名                     |
| ------------ | ------------------------ |
| Daisuke Iino | 『サナトリウムのすべて』 |
| Daisuke Iino | 『holga』                |
| Daisuke Iino | 『造花の蜜に溶けて』     |